# San Juan Tecocomulco
San Juan Tecocomulco är en ort i Mexiko.   Den ligger i kommunen Cuautepec de Hinojosa och delstaten Hidalgo, i den sydöstra delen av landet, 100 km nordost om huvudstaden Mexico City. San Juan Tecocomulco ligger 2 613 meter över havet och antalet invånare är 235.
Terrängen runt San Juan Tecocomulco är kuperad åt nordost, men åt sydväst är den platt. Runt San Juan Tecocomulco är det ganska tätbefolkat, med 96 invånare per kvadratkilometer. Närmaste större samhälle är Tulancingo, 17,4 km norr om San Juan Tecocomulco. Trakten runt San Juan Tecocomulco består till största delen av jordbruksmark.